# Oliveira do Hospital
Oliveira do Hospital és un municipi portuguès, situat al districte de Coïmbra, a la regió del Centre i a la subregió de Pinhal Interior Norte. L'any 2004 tenia 21.901 habitants. Limita al nord amb Nelas, a l'est amb Seia, al sud amb Arganil, a l'oest amb Tábua i al nord-oest amb Carregal do Sal.

## Població
| Població del concelho d'Oliveira do Hospital (1801 – 2004) | Població del concelho d'Oliveira do Hospital (1801 – 2004) | Població del concelho d'Oliveira do Hospital (1801 – 2004) | Població del concelho d'Oliveira do Hospital (1801 – 2004) | Població del concelho d'Oliveira do Hospital (1801 – 2004) | Població del concelho d'Oliveira do Hospital (1801 – 2004) | Població del concelho d'Oliveira do Hospital (1801 – 2004) | Població del concelho d'Oliveira do Hospital (1801 – 2004) | Població del concelho d'Oliveira do Hospital (1801 – 2004) |
| ---------------------------------------------------------- | ---------------------------------------------------------- | ---------------------------------------------------------- | ---------------------------------------------------------- | ---------------------------------------------------------- | ---------------------------------------------------------- | ---------------------------------------------------------- | ---------------------------------------------------------- | ---------------------------------------------------------- |
| 1801                                                       | 1849                                                       | 1900                                                       | 1930                                                       | 1960                                                       | 1981                                                       | 1991                                                       | 2001                                                       | 2004                                                       |
| 727                                                        | 9616                                                       | 27324                                                      | 26030                                                      | 26287                                                      | 23554                                                      | 22584                                                      | 22112                                                      | 21901                                                      |

## Freguesies
- Aldeia das Dez
- Alvoco das Várzeas
- Avô
- Bobadela
- Ervedal
- Lagares da Beira
- Lagos da Beira
- Lajeosa
- Lourosa
- Meruge
- Nogueira do Cravo
- Oliveira do Hospital
- Penalva de Alva
- Santa Ovaia
- São Gião
- São Paio de Gramaços
- São Sebastião da Feira
- Seixo da Beira
- Travanca de Lagos
- Vila Franca da Beira
- Vila Pouca da Beira